# Seznam vodopádů v Česku
Tento seznam uvádí některé významné české vodopády.
Výšky některých vodopádů mohou být sporné, neboť není vždy jasné, kde vodopád začíná a končí. Obvykle se udává místo, kde sklon překračuje 45°, ale některá měření mohou být jiná. Problém může také nastat při měření kaskádovitých vodopádů.
| Vodopád                     | Lokalita                     | Výška [m] | Průtok [l/s] | Řeka (potok)          |
| --------------------------- | ---------------------------- | --------- | ------------ | --------------------- |
| Arnoltický vodopád          | Jizerské hory                | 3         | 25           | Arnoltický potok      |
| vodopády Bílé Opavy         | Hrubý Jeseník                | 16        | 20–2000      | Bílá Opava            |
| Bílá strž                   | Šumava                       | 13        | 75           | Bílý potok            |
| Blanský vodopád             | České středohoří             | 8         | 5            | Blanský potok         |
| Bobří vodopád               | České středohoří             | 9         | 25           | Bobří potok           |
| Borový vodopád              | Hrubý Jeseník                | 14        | 60           | Borový potok          |
| Bubovické vodopády          | Povodí Berounky              | 3,5 a 2   | 5            | Bubovický potok       |
| Budovský vodopád            | České středohoří             | 11        | 5            | přítok Labe           |
| vodopády Černé Desné        | Jizerské hory                | 7         | 530          | Černá Desná           |
| vodopád Černého potoka      | Jizerské hory                | 7         | 170          | Černý potok           |
| Dírky                       | Povodí Berounky              | 3,1       | 30           | Dírecký potok         |
| Dobětický vodopád           | České středohoří             | 2,5       | 10           | přítok Labe           |
| Dolnožlebské vodopády       | České Švýcarsko              | 2         | 30           | Dolnožlebský potok    |
| Dvorský vodopád             | Krkonoše                     | 23,5      | 60           | Dvorský potok         |
| Falkenštejnský vodopád      | Povodí Mže                   | 5         | 5            | Úterský potok         |
| Hostovický vodopád          | České středohoří             | 4         | 10           | přítok Bíliny         |
| Huťský vodopád              | Krkonoše                     | 15,6      | 50           | Huťský potok          |
| Jedlový vodopád             | Jizerské hory                | 7         | 200          | Jedlová               |
| Kamarád                     | Povodí Orlice                | 10,5      | 20           | přítok Divoké Orlice  |
| Kachní vodopád              | České Švýcarsko              | 9         | 20           | Kachní potok          |
| Kýšovický vodopád           | Krušné hory                  | 26        | 7            | Kýšovický potok       |
| Labský vodopád              | Krkonoše                     | 35        | 50           | Labe                  |
| Luční vodopád               | Lužické hory                 | 6         |              | Luční potok           |
| Malý Labský, horní          | Krkonoše                     |           | 320          | Labe                  |
| Malý Labský, spodní         | Krkonoše                     | 17        | 380          | Labe                  |
| malý Sýkornický vodopád     | Krkonoše (Podkrkonoší)       | 4,1       | 7            | pravý přítok Zlatnice |
| Dolní Úpský vodopád         | Krkonoše                     | 45        | 70           | Úpa                   |
| Mojžíř                      | České středohoří             | 3         | 3            | Kamenný potok         |
| Moravanský vodopád          | České středohoří             | 7         | 20           | Moravanka             |
| Mumlavský vodopád           | Krkonoše                     | 8         | 800          | Mumlava               |
| na Bílém Labi, horní        | Krkonoše                     |           | 580          | Bílé Labe             |
| na Bílém Labi, spodní       | Krkonoše                     |           | 600          | Bílé Labe             |
| Nýznerovský vodopád         | Rychlebské hory              | 3         | 400          |                       |
| Odlezelské vodopády         | Povodí Střely                | 2,5 a 2,1 | 200          | Mladotický potok      |
| Olšinský vodopád            | České středohoří             | 10        | 40           | Kojetický potok       |
| Pančavský vodopád           | Krkonoše                     | 148       | 25           | Pančava               |
| Paštěcký vodopád            | Šumava                       | 2,5       | 35           |                       |
| Pekelský vodopád            | České středohoří             | 8         | 25           | Pekelský potok        |
| Pod Strašidly               | Králický Sněžník             | 18        | 35           | pravý přítok Moravy   |
| Průčelský vodopád           | České středohoří             | 6         | 3            |                       |
| Pudlavský vodopád           | Krkonoše                     | 122       | 40           | Pudlava               |
| Rešovské vodopády           | Nízký Jeseník                | 10        | 220          | Huntava               |
| Rudické propadání           | Moravský kras                | 77        | 85           | Jedovnický potok      |
| Samechovský vodopád         | Středočeský kraj             | 6,5       | 10           | přítok Sázavy         |
| Satinský vodopád            | Beskydy                      | 1,7       | 90           |                       |
| Sekerský vodopád            | Šumava                       | 4         | 100          | Sekerský potok        |
| Skryjský vodopád            | Povodí Berounky              | 1         | 280          | Zbirožský potok       |
| Stříbrský vodopád           | Povodí Mže                   | 2,3       | 30           |                       |
| Sýkornický vodopád          | Krkonoše (Podkrkonoší)       | 7,8       | 7            | pravý přítok Zlatnice |
| Svojkovský vodopád          | Ralská pahorkatina           | 3         | 4,5          |                       |
| Tetínský vodopád            | Povodí Berounky              | 10        |              |                       |
| Vaňovský vodopád            | České středohoří             | 18        | 15           | Podlešínský potok     |
| Velký Adršpašský vodopád    | Náchodsko (Adršpašské skály) | 16        |              |                       |
| Velký Štolpich              | Jizerské hory                | 30        | 80           | Sloupský potok        |
| Horní Úpský vodopád         | Krkonoše                     | 120       | 15           | Úpa                   |
| Vodopád na Kolenském potoce | České středohoří             | 3         | 15           | Kolenský potok        |
| Vodopád Načina              | České středohoří             | 5         | 5            |                       |
| Vodopád pod Dubičkami       | České středohoří             | 7,5       | 3            |                       |
| Vodopád v Tiché soutěsce    | České Švýcarsko              | 4         | 15           |                       |
| Vodopád u Františkova       | České středohoří             | 8         | 5            |                       |
| Vodopády Dubiny             | České středohoří             | 13,5      | 10           |                       |
| Vodopády na Kamenném potoce | České středohoří             | 5         | 5,5          | Kamenný potok         |
| Vodopády pod Lysou          | České středohoří             | 5         | 10           |                       |
| Vodopády Suché Kamenice     | České Švýcarsko              | 2         | 160          | Suchá Kamenice        |
| Vodopády svatého Wolfganga  | Šumava                       | 2,5 a 3   | 300          | Menší Vltavice        |
| Vodopády u Petrova Mlýna    | České středohoří             | 1,5 a 2,5 | 5 a 3        |                       |
| Výří vodopád                | České středohoří             | 48        | 5            |                       |
| Vysoký vodopád              | Hrubý Jeseník                | 28        | 15           | Studený potok         |
| Žebnický vodopád (v Pekle)  | Povodí Střely                | 3,1       | 15           | Žebnický potok        |
| Žlebský vodopád             | Jeseníky                     | 6,8 a 1,8 | 40           |                       |